# El Romaní
|  | Per a altres significats, vegeu «El Romaní (Sollana)». |

El Romaní o Cal Romaní és una masia del municipi de Figaró-Montmany, pertanyent a la comarca del Vallès Oriental, dins de l'àmbit de l'antic poble rural de Montmany de Puiggraciós. És a ponent del terme i al nord-oest del que fou el nucli principal del poble de Montmany, on hi ha l'antiga església de Sant Pau de Montmany i la masia de l'Ullar. És a prop i a ponent del Castell de Montmany, al costat de llevant de la Solella del Romaní, al nord-oest de la Casa Blanca i al nord de Cal Pèl-roig.
Fou esmentat per primera vegada en el fogatge del 1497.
La masia ha patit nombroses reformes al llarg del segle xx, ja que l'estructura original es trobava en força mal estat.